# Sampieri
Sampieri è una frazione di 629 abitanti di Scicli, comune italiano del libero consorzio comunale di Ragusa in Sicilia.
Nota località balneare, antico ed affascinante borgo di pescatori, dal minuscolo e romantico centro storico di case in pietra e stradine lastricate, è situata lungo uno sperone di roccia calcarea compreso tra due spiagge di finissima sabbia dorata: la maggiore si estende per circa 1800 m ad est dell'abitato e la minore, di 400 m circa, è situata ad ovest. L'economia del borgo è oggigiorno prevalentemente legata alle attività agricole ed al turismo, disponendo di una struttura ricettiva alberghiera di prim'ordine e di un moderno camping ben attrezzato e funzionale.

## Storia
A Sampieri e dintorni, le tracce della presenza umana si perdono nella notte dei tempi. Nella località denominata Costa ri carru, adiacenti alla spiaggia minore, sono ancora visibili nella roccia calcarea le vestigia di scavi, a scopo estrattivo. In parte oggi sommersi, questi scavi sono indizio plausibile di un insediamento del periodo neolitico ed appaiono improvvisamente e misteriosamente interrotti, forse a causa di una catastrofe naturale. Testimonianze preistoriche sono evidenti anche nella cosiddetta Cava rô Ràbbusu, una valle poco profonda situata nell'entroterra della Fornace Penna, originata da una frattura tettonica del Miocene e divenuta, successivamente, letto di un corso d'acqua a carattere torrentizio che prende il nome di Torrente Petraro.
Nella zona dove attualmente è situata Sampieri, secondo taluni, sorgeva una colonia greca chiamata Apolline, nome derivante da Apollo, poiché nel VI secolo a.C. nella località denominata Ô Puzziddu ovvero Ô Puzzu râ zâ Vanna, pare esistesse un tempio, ormai perduto, in onore di Apollo Archegete, che i fondatori delle colonie greche erano soliti edificare a scopo propiziatorio, come riferisce lo storico Tucidide.
I geografi arabi menzionano Sampieri col nome di Marsa Siklah, un porto dove le navi che provenivano dal Nord Africa e dal vicino oriente potevano attraccare fino al secolo XIII, prima che venisse insabbiato. L'etimologia del nome di Sampieri è avvolta dalla leggenda e sembra sia da porre in relazione, secondo alcune tradizioni, a San Pietro apostolo che vi sbarcò nel 40 d.C. mentre era diretto a Roma. Altri ricordano che ivi fu presente anche San Paolo nel suo terzo viaggio apostolico, proveniente da Malta.

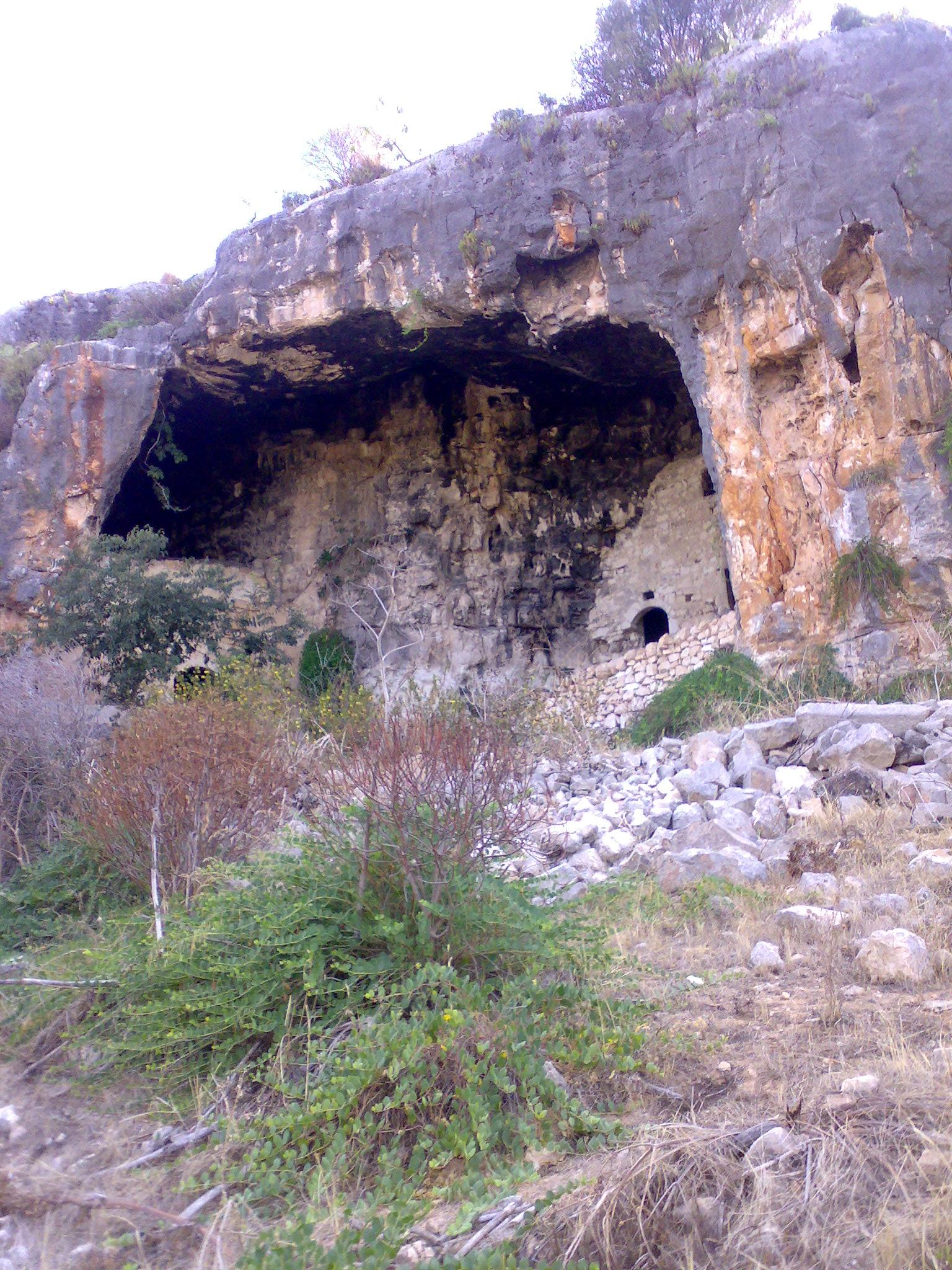
La Cava rô Ràbbusu

## Luoghi d'interesse

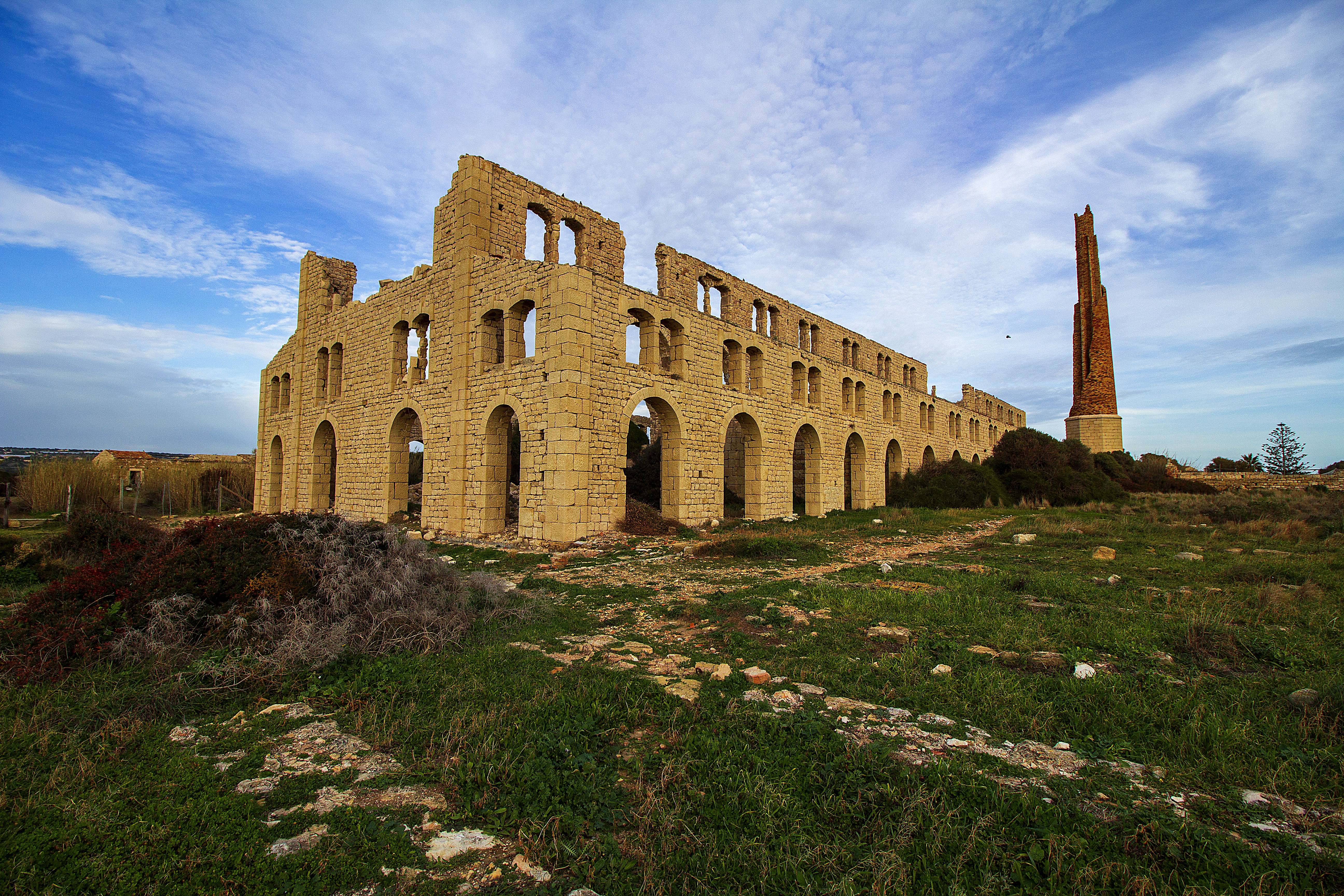
La Fornace Penna o Mànnara

All'estremità orientale della spiaggia maggiore della borgata ed alla sommità di una falesia di circa 5 m di altezza, domina il paesaggio litoraneo la Fornace Penna, che gli abitanti del luogo chiamano affettuosamente Ô Pisciuottu. Dello stabilimento è rimasto solo un rudere a causa di un incendio di natura dolosa avvenuto la notte del 26 gennaio 1924. Fu un fiorente opificio nel quale si producevano laterizi, esportati in tutto il bacino mediterraneo. Oggi costituisce un'attrattiva turistica grazie anche all'utilizzo come location per alcuni episodi dello sceneggiato televisivo Il Commissario Montalbano, basato sulla serie di romanzi scritta da Andrea Camilleri. 
In questa zona viene attribuita la collocazione dell'antico porto di Sampieri. Ad un centinaio di metri dal fabbricato, in direzione della spiaggia e nei pressi di una grotta, ormai occultata dalla vegetazione, dove sgorgava sino a pochi decenni or sono una fonte incontaminata di acqua gradevolmente fresca e potabile, si possono scorgere i resti di un antichissimo pozzo, forse precedente il periodo greco di Apolline. Ricavato nella roccia calcarea, esso è una rimembranza di ciò che doveva rappresentare il reale motivo dell'ubicazione di questo approdo. Sampieri, infatti, nel passato era probabilmente un punto costiero di rifornimento di acqua potabile, per i naviganti che effettuavano il piccolo cabotaggio. Ed a suffragio di tale ipotesi vi è da segnalare una curiosità geologica della zona, che manifesta aspetti carsici, caratterizzata dalla presenza di una sorgente subacquea perenne di acqua dolce che ancora è possibile scorgere, affiorante in una piccola insenatura, nei periodi di bassa marea.

## Cultura
Sampieri annovera il passaggio di esponenti della cultura e dell'arte italiana del XX secolo. Fu visitata infatti nel 1959 da Pier Paolo Pasolini, Carlo Levi e Renato Guttuso. Tra i frequentatori celebri di Sampieri vengono inoltre ricordati il pittore Piero Guccione, il critico d'arte, scrittore e politico Vittorio Sgarbi e l'attore, comico e regista Roberto Benigni.